# 菩薩灣摩崖造像
菩薩灣摩崖造像位於四川省資陽市安岳縣岳陽鎮新村一組。造像主要雕刻在菩薩灣馬桑坡東面山腰的一個大石包四周。現有龕窟16個，造像851尊，碑刻題記2通。石窟開鑿于唐代，延續至宋代。其中，第8號西方淨土變龕正壁刻一佛二弟子二菩薩，頂部刻西方極樂世界大寶樓閣，左右各刻經幢、塔各一座，底層刻有8尊伎樂。菩薩灣摩崖造像雕刻精美，內容豐富。為研究唐代石刻藝術、宗教信仰提供了較好的實物資料。1988年，菩薩灣摩崖造像被安岳縣人民政府公佈為縣級文物保護單位。2012年7月16日公佈為第八批四川省文物保護單位。